# Sabatia dodecandra
Sabatia dodecandra är en gentianaväxtart som först beskrevs av Carl von Linné, och fick sitt nu gällande namn av B. S. P.. Sabatia dodecandra ingår i släktet Sabatia och familjen gentianaväxter. Utöver nominatformen finns också underarten S. d. foliosa.